# Heyuan (ort i Kina, Jiangxi Sheng, lat 27,36, long 116,98)
Heyuan är en ort i Kina. Den ligger i provinsen Jiangxi, i den sydöstra delen av landet, omkring 180 kilometer sydost om provinshuvudstaden Nanchang. Antalet invånare är 8 467. Befolkningen består av 4 072 kvinnor och 4 395 män. Barn under 15 år utgör 19,0 %, vuxna 15-64 år 73 %, och äldre över 65 år 7,0 %.
Runt Heyuan är det ganska tätbefolkat, med 129 invånare per kvadratkilometer. Närmaste större samhälle är Tanxi, 9,3 km sydväst om Heyuan. I omgivningarna runt Heyuan växer i huvudsak blandskog.
Genomsnittlig årsnederbörd är 2 556 millimeter. Den regnigaste månaden är maj, med i genomsnitt 411 mm nederbörd, och den torraste är oktober, med 27 mm nederbörd.